# Unione Sportiva Internazionale Napoli 1913-1914
Questa voce raccoglie le informazioni riguardanti l'Internazionale Napoli nelle competizioni ufficiali della stagione 1913-1914.

## Stagione
In questa stagione l'Internazionale Napoli raggiunge la finale del torneo peninsulare ma è battuta dalla Lazio nella doppia sfida.

## Divise
| Manica sinistra · Manica sinistra · Maglietta · Maglietta · Manica destra · Manica destra · Pantaloncini · Calzettoni · Calzettoni |

## Organigramma societario
Area direttiva
- Presidente:
- Direttore sportivo: Hector Bayon
- Dirigenti:Pattison e Giorgio Ascarelli

Area tecnica
- Allenatore:

## Rosa
| N. |                        | Ruolo | Calciatore           |
| -- | ---------------------- | ----- | -------------------- |
|    | Italia (bandiera)      | P     | Giuseppe Cangiullo   |
|    | Inghilterra (bandiera) | D     | Leslie Walter Minter |
|    | Svizzera (bandiera)    | D     | Hans Yenni           |
|    | Italia (bandiera)      | A     | Michele Scarfoglio   |
|    | Italia (bandiera)      |       | Mario Argento        |
|    | Italia (bandiera)      |       | Casacchia            |
|    | Italia (bandiera)      |       | Cortese              |

| N. |                           | Ruolo | Calciatore             |
| -- | ------------------------- | ----- | ---------------------- |
|    | Inghilterra (bandiera)    |       | Fawles                 |
|    | non conosciuta (bandiera) |       | Kock                   |
|    | Malta (bandiera)          |       | Raoul Lattad           |
|    | Italia (bandiera)         |       | Giovanni Serracapriola |
|    | non conosciuta (bandiera) |       | Siracusa               |
|    | Italia (bandiera)         |       | Tommasi                |

## Risultati

### Prima Categoria

#### Girone campano
| Arbitro: | Torrazzi |

|            |           |         |
| Reichlin I | Marcatori | Lattard |

| Arbitro: | Torrazzi |

|              |           |          |
| Scarfoglio , | Marcatori | Eastwood |

#### Finale Torneo Peninsulare
| Arbitro: | Bellucci |

|           |           |  |
| Di Napoli | Marcatori |  |

| Arbitro: | Torrazzi |

|  |           |                                                         |
|  | Marcatori | ?’, ?’, ?’ Saraceni ?’, ?’, ?’ Consiglio ?’, ?’ Faccani |

## Statistiche
Statistiche aggiornate al 10 maggio 1914.

### Statistiche di squadra
| Competizione    | Punti | In casa | In casa | In casa | In casa | In casa | In casa | In trasferta | In trasferta | In trasferta | In trasferta | In trasferta | In trasferta | Totale | Totale | Totale | Totale | Totale | Totale | DR |
| Competizione    | Punti | G       | V       | N       | P       | Gf      | Gs      | G            | V            | N            | P            | Gf           | Gs           | G      | V      | N      | P      | Gf     | Gs     | DR |
| --------------- | ----- | ------- | ------- | ------- | ------- | ------- | ------- | ------------ | ------------ | ------------ | ------------ | ------------ | ------------ | ------ | ------ | ------ | ------ | ------ | ------ | -- |
| Prima Categoria | 3     | 2       | 1       | 0       | 1       | 2       | 9       | 2            | 0            | 1            | 1            | 1            | 2            | 4      | 1      | 1      | 2      | 3      | 11     | -8 |
| Totale          | 3     | 2       | 1       | 0       | 1       | 2       | 9       | 2            | 0            | 1            | 1            | 1            | 2            | 4      | 1      | 1      | 2      | 3      | 11     | -8 |

### Statistiche dei giocatori
| Giocatore        | Prima Categoria | Prima Categoria |
| Giocatore        | Presenze        | Reti            |
| ---------------- | --------------- | --------------- |
| M. Argento       | 4               | 0               |
| G. Cangiullo     | 4               | -11             |
| Casacchia        | 4               | 0               |
| Cortese          | 4               | 0               |
| Fawles           | 2               | 0               |
| Kock             | 2               | 0               |
| Lattard          | 3               | 1               |
| L. W. Minter     | 4               | 0               |
| M. Scarfoglio    | 4               | 2               |
| G. Serracapriola | 2               | 0               |
| Siracusa         | 4               | 0               |
| Tommasi          | 4               | 0               |
| H. Yenni         | 3               | 0               |